# Rudawy Weporskie
Rudawy Weporskie (t. Góry Weporskie, słow. Veporské vrchy; 515.25) – grupa górska w środkowej Słowacji, w Wewnętrznych Karpatach Zachodnich, zaliczana do Łańcucha Rudaw Słowackich. Najwyższy szczyt: Fabova hoľa (1439 m).
Od północy Góry Weporskie ogranicza Bruzda Hronu (Horehronské podolie) – dolina, którą płynie rzeka Hron. Od zachodu przylega do nich grupa górska Polana. Na południu przechodzą w Pogórze Rewuckie (Revucká vrchovina), a na południowym wschodzie – w Góry Stolickie (Stolické vrchy). Od wschodu przełęcz Burda (1006 m) oddziela Góry Weporskie od Krasu Murańskiego.
Północne i zachodnie zbocza Rudaw Weporskich odwadnia Hron, południowe – Ipola, a wschodni skraj – Rimava.
Góry Weporskie dzielą się na 4 mniejsze grupy górskie o zdecydowanie odmiennych charakterach: grupa Čierťiaža na północnym zachodzie, Sihlianska planina na południowym zachodzie, Balocké vrchy w części środkowej i grupa Fabowej na północnym wschodzie.

## Grupa Čierťiaža
Grupa Čierťiaža z najwyższym szczytem Čierťiaž (1204 m) charakteryzuje się licznymi, rozgałęzionymi grzbietami górskimi, porozcinanymi głęboko siecią dolin potoków. Jest silnie zalesiona. Jej budowa geologiczna jest bardzo zróżnicowana: obok starych skał krystalicznych i metamorficznych występują tu mezozoiczne wapienie, dolomity i kwarcyty. Leżące w centralnej części tej grupy szczyty Čierťiaž, Kolba (1162 m) i Lovišťe (1141 m) tworzą płaską wierzchowinę, będącą pozostałością dawnego poziomu zrównania.

## Balocké vrchy
Grupę Balocké vrchy tworzą pasma górskie rozciągające się wokół doliny Czarnego Hronu i usytuowanej w niej miejscowości Čierny Balog wraz z odcinkiem grzbietu wododziałowego, ograniczającego od południa dorzecze Hronu od Przełęczy Zbojská (726 m) na wschodzie po miejscowość Lom nad Rimavicou na zachodzie. Charakterystyczne są tu długie, wąskie doliny potoków, wraz z rozdzielającymi je grzbietami silnie zalesione. Balocké vrchy zbudowane są w większości ze skał krystalicznych i metamorficznych. W ich wschodniej części ciągnie się asymetrycznie rozwinięty grzbiet, w którym dominuje najwyższy szczyt tej grupy – Klenovský Vepor (1338 m). Jego wierzchołek pokryty jest licznymi andezytowymi wychodniami skalnymi w formie ostańców, będącymi pozostałością dawnej rozległej pokrywy wulkanicznej. Na południowym zachodzie ograniczeniem tej grupy jest grzbiet ze szczytami Tlstý javor (1068 m), Obrubovanec (1020 m) i Zakľuky (1011 m) nad górną częścią Kamienistej Doliny (Kamenistá dolina). Przez przełęcz położoną pod tym pierwszym szczytem (sedlo Tlstý javor, 1019 m) biegnie szosa (droga krajowa nr 529) z Hryniowej do Brezna.

## Sihlańska Płanina
Południowo-zachodnią część Rudaw Weporskich, na południe od górnej części Kamienistej Doliny i na zachód od górnego toku rzeki Ipeľ, zajmuje tzw. Sihlańska Płanina (słow. Sihlianska planina). Stanowi ona pozostałość wielkiego trzeciorzędowego poziomu zrównania. Budują ją granitoidy tzw. weporskiego krystalinikum. Wyraźna granica naturalna przebiega przez rejon wsi Sihla, Drábsko i Lom nad Rimavicou. Południowy skraj Sihlańskiej Płaniny tworzy pierwotnie płaski teren, porozcinany dziś licznymi dolinami. Najwyższe szczyty tej części Rudaw Weporskich to Bykovo (1110 m) i Čierťiaž (1102 m), rozdzielone ważną komunikacyjnie przełęczą Prašivá (961 m), przez którą biegnie droga krajowa II/526 z Hryniowej do Kokawy nad Rimawicą.

## Grupa Fabowej
Północno-wschodnią część Rudaw Weporskich zajmuje grupa Fabowej Hali. Jej dominantą jest masyw Fabowej Hali (1439 m), najwyższego szczytu całych Rudaw Weporskich. Od niego we wszystkie strony wybiegają grzbiety, porozdzielane głęboko wciętymi dolinami, najdłuższe – w kierunku północnym, ku dolinie Hronu. Najwyższą część masywu Fabowej budują granodioryty, a pozostałą część – inne skały krystaliczne. Cała grupa jest prawie w całości zalesiona.

## Klimat
Klimat Rudaw Weporskich jest chłodny. Średnie temperatury zimą wahają się od 3 do –6 °C, latem od 14 do 16 °C. Liczba dni z pokrywą śnieżną wynosi 120–160 rocznie.

## Przyroda ożywiona
Prawie cały obszar Rudaw Weporskich jest zalesiony. Szereg cennych przyrodniczo fragmentów lasów objęto ochroną rezerwatową. Do najbardziej znanych należą tu rezerwaty: Dobročský prales, Klenovský Vepor i Fabova hoľa.

## Zagospodarowanie turystyczne
Rudawy Weporskie są słabo zagospodarowane turystycznie. W górach nie ma w zasadzie bazy turystycznej (schronisk), ponieważ jest do nich stosunkowo łatwy dostęp z miejscowości w dolinie Hronu, przede wszystkim z Brezna.
Sieć znakowanych szlaków turystycznych jest niezbyt gęsta. Przez Rudawy Weporskie z zachodu na wschód biegnie dalekobieżny, znakowany kolorem czerwonym  szlak turystyczny, tzw. Rudná magistrála.